# Song for Anna
"Song for Anna" är en sång av Elin Sigvardsson. Den utgavs som singel 2004, men utgör även öppningsspåret på hennes andra studioalbum Smithereens, som utkom 2005.

## Låtlista
1. "Song for Anna"
2. "Song for Anna" (demo)
3. "Love Me Without Heart" (demo)

## Listplaceringar
| Lista (2004-2005) | Topplacering |
| ----------------- | ------------ |
| Sverige           | 31           |

### Fotnoter
1. ↑  ”Elin Sigvardsson”. Svensk mediedatabas. http://smdb.kb.se/catalog/search?q=elin+sigvardsson+typ%3Afonogram&sort=OLDEST. Läst 28 juni 2012.
2. ↑  Placeringar på den svenska singellistan